# 4 Pułk Artylerii Ciężkiej (II RP)
4 pułk artylerii ciężkiej (4 pac) – oddział artylerii ciężkiej Wojska Polskiego w II Rzeczypospolitej.
Pułk został sformowany w sierpniu 1921 na bazie 10 Kaniowskiego dywizjonu artylerii ciężkiej i 7 dywizjonu artylerii ciężkiej. Dywizjony te brały udział w walkach polsko-ukraińskich i w wojnie polsko-bolszewickiej. W okresie międzywojennym stacjonował w garnizonach Łódź, a jego II dyon w Tomaszowie Mazowieckim (wcześniej Częstochowa). Podporządkowany był dowódcy 4 Grupy Artylerii. Do działań wojennych pułk zmobilizował cztery 2-bateryjne dywizjony artylerii ciężkiej dla 7., 10., 26. i 29 Dywizji Piechoty, a w drugiej kolejności dwa 3-bateryjne dywizjony 4 pac. W kampanii wrześniowej I dywizjon wraz z dowództwem pułku walczył w obronie stolicy, a II dywizjon w składzie Armii „Łódź” wspierał 30 DP; potem wziął udział w obronie twierdzy Modlin.

## Formowanie i zmiany organizacyjne
W związku z przejściem artylerii na stopę pokojową, 22 sierpnia 1921 utworzono nowy „pokojowy” 4 pułk artylerii ciężkiej. W jego skład miały wejść wojenne 10 Kaniowski dywizjon artylerii ciężkiej (I dyon) oraz 7 dywizjon artylerii ciężkiej (II dyon).
17 września funkcję dowódcy „nowego” pułku objął dotychczasowy dowódca 7 dac ppłk Witold Konczakowski. 16 października 7 dac przemianowany został oficjalnie na II/4 pac i wkrótce przetransportowany do Częstochowy, gdzie stanął jako oddział detaszowany. 23 października przybyła z Częstochowy do Łodzi kadra baterii zapasowej 7 dac i po połączeniu się z kadrą baterii zapasowej 10 dac utworzyła kadrę baterii zapasowej 4 pac. W tym też dniu przybył ze Skierniewic do Łodzi 10 dywizjon artylerii ciężkiej. Tu został przemianowany na I dywizjon 4 pułku artylerii ciężkiej.
„Wojenne” oddziały tworzące „pokojowy” 4 pac straciły w walkach o niepodległość 4 oficerów i 44 szeregowych poległych i zmarłych, a 2 dalszych oficerów i kilkunastu szeregowych odniosło rany. Za czyny bojowe 5 żołnierzy wyróżnionych zostało Orderami Virtuti Militari V klasy, a dalszych 18 odznaczono Krzyżami Walecznych.
| Kawalerowie Virtuti Militari                                                                      | Kawalerowie Virtuti Militari                              |
| ------------------------------------------------------------------------------------------------- | --------------------------------------------------------- |
| Żołnierze pułku odznaczeni Krzyżem Srebrnym Orderu Wojskowego Virtuti Militari za wojnę 1918–1920 |                                                           |
| por. Włodzimierz Klewszczyński ś.p. kan. Błażej Piechura z 7 pac por. Kazimierz Schirmer z 7 pac  | kpr. Czesław Sergot z 10 pac plut. Piotr Tomecki z 10 pac |

## 4 pac w garnizonach

### Zakwaterowanie
Jesienią 1921 miejscem postoju dowództwa pułku stały się koszary przy ul. 6 Sierpnia w Łodzi. Tu też zakwaterowane została kadra baterii zapasowej i baterie I dywizjonu. W Łodzi od 1925 stacjonował też III dywizjon. Zajmował on koszary przy ul. Leszno. II dywizjon stacjonował w Częstochowie. Warunki mieszkalne w koszarach w Łodzi określano jako dobre. Sale żołnierskie były suche, widne i ciepłe. Jedynie stajnie, przerobione z dawnych magazynów, były zbyt ciemne i miały słabą wentylacje. II dywizjon w Częstochowie posiadał gorsze warunki bytowe. Wspólnie z 7 pułkiem artylerii polowej zajmował on koszary na Zaciszu. Nie dysponował salami wykładowymi i świetlicą, a izba chorych była wspólna z 7 pap. Szczególnym mankamentem był brak oddzielnego placu ćwiczeń. Korzystanie z jednego doprowadzało do zadrażnień i nieporozumień z „artylerzystami lekkimi”. Aby zlikwidować konflikt, dywizjon otrzymał do swojej dyspozycji północną część placu od bramy nr 3 do szopy z sianem. Niedogodność stanowiło też duże oddalenie od siebie magazynów, w tym mobilizacyjnych. Magazyny amunicyjne mieściły się koło Olsztyna.
W 1934 opracowany został 7-letni program zmian dyslokacyjnych oddziałów Wojska Polskiego. Planowano między innymi do końca 1939 przenieść wszystkie pododdziały 4 pac do Tomaszowa Mazowieckiego. Pierwszy etap budowy koszar w Tomaszowie został ukończony w końcu 1935 i wtedy przeniesiono do nich II/4 pac z Częstochowy. Do wybuchu wojny nie udało się ukończyć rozbudowy koszarowców i magazynów dla łódzkiej części pułku. W koszarach tomaszowskich zastosowano nowoczesne zasady biernej obrony przeciwlotniczej. Zostały one usytuowane w terenie leśnym, po prawej stronie szosy z Tomaszowa Mazowieckiego do Piotrkowa, a poszczególne budynki były położone względem siebie w znacznej odległości. W budynkach mieszkalnych na podłogach był parkiet, świetlice były nowocześnie umeblowane i udekorowane obrazami, a umywalnie były obszerne i wyposażone były w natryski. Dywizjon posiadał też warsztat rusznikarsko-puszkarski. Obszerny był też plac ćwiczeń i nowoczesna strzelnica.

### Święta i uroczystości w 4 pac
Szczególnym dniem dla żołnierzy pułku był dzień święta pułkowego. Obchodzono je 15 maja na cześć patronki pułku – św. Zofii. Dzień ten zatwierdzony został przez Kurię Biskupią już w 1922, ale w sposób oficjalny nastąpiło to w Dzienniku Rozkazów MSWojsk. nr 16 z 19 maja 1927, poz. 174. Po raz pierwszy święto pułkowe uroczyście obchodzono w 1924. 14 maja o 10.00 rozpoczęła się msza żałobna w Kościele garnizonowym św. Jerzego w Łodzi, a wieczorem o 20.00 odbył się capstrzyk na placu koszarowym. Następnego dnia 15 maja o 10.30 na Placu Hallera ustawił się I dywizjon i szkoła podoficerska, a o 11.00 dowódca 4 pac złożył meldunek dowódcy OK IV. Następnie odbyła się msza polowa i defilada. W południe miał miejsce obiad żołnierski, a później gry i zabawy dla szeregowych. W 1938 doszło do zmiany dnia święta pułkowego. Dziennik Rozkazów MSWojsk. nr 14 z 30 listopada 1938, poz. 161. przesunął je na 15 czerwca, na pamiątkę walki, którą stoczył I dywizjon 7 pułku artylerii ciężkiej pod Horbulewem.
Ważnym wydarzeniem było ufundowanie przez magistrat Łodzi trąbki sygnałowej. 20 stycznia 1929 I dywizjon w składzie dwóch baterii po 2 działa – a pozostałość pułku w szyku pieszym – ustawił się na Placu Hallera frontem w kierunku ul. Leszno. Po otrzymaniu przez poczet honorowy trąbki, trębacz odegrał na niej „Zawołanie pułku" oraz „Hasło Wojska Polskiego". Uroczystości zakończyła defilada.

### Kultura, oświata i rozrywka
W dużym garnizonie, jakim była Łódź, życie kulturalne było dosyć urozmaicone. Już od 1921 odbywały się darmowe przedstawienia teatralne i kinowe dla szeregowych. W każdą sobotę w kinie Popularnym rezerwowano dla 4 pac 60 miejsc. W latach 30. darmowe wyjścia do kina zostały ograniczone, ale na mocy porozumień między dowództwem 4 pac a zarządami kin Przedwiośnie i Europa pułk nabywał bilety po cenie zniżkowej. Stanowiły one nagrodę dla najlepszych szeregowych. W końcu lat 20. w Łodzi rozpoczęło działanie Wojskowe Kino Oświatowe przy Wodnym Rynku 44. Były w nim wyświetlane bezpłatne filmy o tematyce propagandowej, oświatowej, historycznej i fachowej. 8 marca 1928 wszyscy wolni od służby szeregowi udali się na film pt. „Alkoholizm, seksualizm i jego skutki”.
Dla szeregowych Polski Biały Krzyż organizował kilka razy do roku bezpłatne zabawy. W Tomaszowie Mazowieckim Towarzystwo Gimnastyczne Sokół organizowało kilka razy do roku bezpłatne popisy gimnastyczno-sportowe. Liczne imprezy, adresowane między innymi do kadry 4 pac, odbywały się w Kasynie Oficerów Załogi Łódzkiej przy Alei Tadeusza Kościuszki 4. W latach 30. szczególnym powodzeniem cieszył się, organizowany w każdą sobotę w Ognisku Oficerskim przy ul. Zielonej 20, Bridge-Tombola. W Częstochowie niezwykle aktywnie działała sekcja Rodziny Wojskowej. Organizowała ona liczne wykłady i odczyty o tematyce krajoznawczej, historycznej czy medycznej. Przy współudziale organizacji społeczno-politycznych urządzano zabawy w salach budynku Rady Miejskiej. Od października 1930 w pułku działało Amatorskie Kółko Dramatyczne. W jego zajęciach brali udział zarówno podoficerowie zawodowi, jak i uzdolnieni szeregowcy. W pułku prowadzono przymusowe nauczanie dla analfabetów obejmujące program szkoły powszechnej. Prowadzono też stałe kursy z zakresu spółdzielczości wiejskiej, a wykładowcami byli nauczyciele tomaszowskiej szkoły handlowej. Uczono zasad handlu, księgowości, prawa handlowego i gospodarki magazynowej. Praktyki kursanci odbywali w sklepie spółdzielczym. Na kursy te uczęszczało szczególnie wielu Ukraińców.

### Sport w pułku
W celu podniesienia sprawności fizycznej kadry od października 1932 w pułku realizowano obowiązkowe zajęcia sportowe dla kadry. Oficerowie w każdy czwartek w godzinach od 8.00 do 9.00 ćwiczyli gimnastykę, a w soboty szermierkę. Natomiast podoficerowie odbywali obowiązkową gimnastykę we wtorki w godzinach od 15.00 do 16.00, zaś ćwiczenia z szermierki w soboty. Na szczeblu okręgu korpusu w 1933 III miejsce w szpadzie i szabli uzyskał por. Stanisław Kochanowski.
Niezłe wyniki osiągano także podczas zawodów konnych. 3 listopada 1929 I miejsce w biegu Świętego Huberta zajął por. Władysław Tymiński, II miejsce por. Lucjan Zając, a Vlll miejsce por. Mieczysław Marks. 11 sierpnia 1935 podczas zawodów konnych 4 Grupy Artylerii na lotnisku Wygoda, 1. miejsce w zespołowym konkursie oficerskim zdobyła drużyna 4 pac, a indywidualnie III miejsce zajął por. Aleksander Trzepałkowski.

### Szkolenie w pułku
W okresie pokoju najważniejszą działalnością pułku było szkolenie, zarówno indywidualne, jak i specjalistyczne. Na wysokim poziomie prowadzono nauczanie w szkole podoficerskiej. 25 lutego 1933 ukończyło ją w klasie artylerii 44 elewów, w tym aż 12 z oceną bardzo dobrą; w klasie karabinów maszynowych 11, w klasie sanitarno-weterynaryjnej 10, w klasie podkuwaczy 12.
Kilka razy w roku stan wyszkolenia kontrolowany był przez inspektorów Armii. W grudniu 1929 inspekcję w pułku przeprowadził gen. dyw. Leon Berbecki. Stwierdził, że niskie stany osobowe w bateriach uniemożliwiają prowadzenie efektywnego szkolenia, gdyż liczba szeregowych pozwalała jedynie na pielęgnowanie koni, służbę wewnętrzną oraz wartowniczą. Stwierdził natomiast dobre wyszkolenie indywidualne żołnierzy oraz właściwe prowadzenie zajęć w szkole podoficerskiej. Podkreślił wzorowe utrzymanie stajni.
W latach 1936 – 1937 inspekcję przeprowadzał gen. Juliusz Rómmel. Według jego oceny oficerowie prezentowali dobry poziom przygotowania do prowadzenia działań taktycznych, zaś podoficerowie zawodowi jedynie dostateczny. Współdziałanie pułku w ramach wyższych związków taktycznych i wytrzymałość fizyczna uznane zostały za dobre. Morale wojska ocenione zostało jako dobre. Także wyszkolenie bojowe, techniczne oraz poziom nauczania w szkole podoficerskiej uznano za dobre, natomiast dyscyplinę za bardzo dobrą.

### Zmiany etatowe w pułku
W grudniu 1921 zakończono prace organizacyjne w 4 pac. Od tej chwili składał się on z dowództwa pułku, I i II dywizjonu po 3 baterie, kadry łączności i kadry baterii zapasowej. Pułk przezbrojony został w armaty kal. 105 mm wz. 13 i haubice kal. 155 mm wz. 17. W 1925 utworzono III dywizjon. Od tej chwili pułk składał się z drużyny dowódcy pułku, I dyonu z trzema bateriami oraz dwubateryjnych II i III dyonu. Na początku lat 30. rozformowana została 3 bateria. Od tego momentu wszystkie dywizjony posiadały po dwie baterie, I i II dywizjon uzbrojony był w haubice, a III dywizjon w armaty.
| Obsada personalna i struktura organizacyjna w marcu 1939 | Obsada personalna i struktura organizacyjna w marcu 1939 |                   |
| Stanowisko                                               | Stopień, imię i nazwisko                                 | Przydział IX 1939 |
| -------------------------------------------------------- | -------------------------------------------------------- | ----------------- |
| dowódca pułku                                            | płk Kazimierz Weryński                                   |                   |
| I zastępca dowódcy                                       | ppłk Rudolf Ostrihansky                                  |                   |
| adiutant                                                 | por. Jan Jagielski                                       |                   |
| naczelny lekarz medycyny                                 | por. lek. Leon Jeszka                                    |                   |
| starszy lekarz weterynarii                               | mjr Mieczysław Jeziorowski                               |                   |
| oficer zwiadowczy                                        | por. Czesław Frankowski                                  |                   |
| II zastępca dowódcy (kwatermistrz)                       | mjr Zygmunt Kunisz                                       | dowódca I/4 pac   |
| oficer mobilizacyjny                                     | kpt. adm. (art.) Bolesław Jan Ostrowski                  |                   |
| zastępca oficera mobilizacyjnego                         | kpt. adm. (art.) mgr Mieczysław Wiliński                 |                   |
| oficer administracyjno-materiałowy                       | kpt. Zenon Żurek                                         |                   |
| oficer gospodarczy                                       | kpt. int. Bronisław Jóźwiak                              |                   |
| p.o. oficera żywnościowego                               | wakat                                                    |                   |
| dowódca plutonu łączności                                | ppor. Mieczysław Sadowski                                |                   |
| dowódca szkoły podoficerskiej                            | kpt. Henryk Trenkler                                     |                   |
| zastępca dowódcy                                         | por. Mieczysław Krawczyk                                 |                   |
| dowódca plutonu                                          | por. Edward Marian Pawlikowski                           |                   |
| dowódca plutonu                                          | por. Franciszek Wojtczak                                 |                   |
| dowódca plutonu                                          | ppor. Bolesław Eugeniusz Czyrek                          |                   |
| dowódca plutonu                                          | ppor. Aleksander Dyżewski                                |                   |
| dowódca I dywizjonu                                      | mjr Henryk Bełdycki                                      | dowódca 29 dac    |
| dowódca 1 baterii                                        | por. Zbigniew Józef Nowakowski                           |                   |
| dowódca plutonu                                          | ppor. Benno Zerbst                                       |                   |
| dowódca 2 baterii                                        | kpt. Stanisław Kochanowski                               |                   |
| dowódca plutonu                                          | ppor. Eugeniusz Węglicki                                 |                   |
| dowódca II dywizjonu                                     | ppłk Jan Kajetan Szuster                                 |                   |
| adiutant dywizjonu                                       | kpt. Aleksander Poźniak                                  |                   |
| pomocnik dcy ds. gosp.                                   | kpt. adm. (art) Hipolit Burhard                          | dowódca OZN       |
| dowódca 4 baterii                                        | kpt. Julian Zapała                                       |                   |
| dowódca plutonu                                          | ppor. Augustyn Antoni Ziółkowski                         |                   |
| dowódca 5 baterii                                        | kpt. Stanisław Leszczyński                               |                   |
| dowódca plutonu                                          | ppor. Marian Władysław Buchacz                           |                   |
| dowódca III dywizjonu                                    | mjr Tadeusz Wiktor Kozłowski                             | dowódca 10 dac    |
| dowódca 7 baterii                                        | kpt. Jan Kucharczak                                      |                   |
| dowódca plutonu                                          | ppor. Jerzy Lewszecki                                    |                   |
| dowódca 8 baterii                                        | por. Tadeusz Otoliński                                   |                   |
| dowódca plutonu                                          | ppor. Feliks Piechuta                                    |                   |
| odkomenderowany                                          | kpt. Józef IV Kamiński                                   |                   |

## 4 pac w kampanii wrześniowej

### Mobilizacja
Pułk był oddziałem gospodarczym i jednostką mobilizującą. W 1939, zgodnie z planem mobilizacyjnym „W”, sformował następujące jednostki:
w dniach 23–26 marca, w mobilizacji alarmowej, w grupie jednostek oznaczonych kolorem czarnym:
- II dywizjon 4 pułku artylerii ciężkiej typ I

W trakcie mobilizacji „marcowej” baterie 4 i 5 organizowane były we wsi Zawada; dowództwo dywizjonu, 6 bateria i kolumna amunicyjna mobilizowały się w koszarach w Tomaszowie Mazowieckim. W trakcie mobilizacji wystąpiły braki w zakresie pistoletów i kbk dla woźniców; lkm były stare i częściowo niesprawne. Uprząż i wozy z poboru były w bardzo złym stanie. Podjęto szkolenie rezerwistów i zgrywanie zaprzęgów. Od maja 1939 przydzielono II/4 pac do Grupy Operacyjnej „Piotrków” i podporządkowano dowódcy 30 Dywizji Piechoty. Od 15 maja dowództwo dywizjonu z 6 baterią haubic stacjonowało w Bełchatowie, 4 bateria w Woli Krzysztoporskiej, a 5 bateria w Grocholicach. Do połowy lipca żołnierze dywizjonu rozpoznawali rejon obrony nad rzeką Widawką, rozpoznając stanowiska ogniowe, posterunki obserwacyjne oraz biorąc udział w rozbudowie umocnień nad rzeką. II/4 pac wziął udział w dwudniowych strzelaniach na poligonie pod Działoszynem. Po połowie lipca dywizjon dyslokowano w rejon Gór Borowskich i zakwaterowano w rejonie Bogdanowa, gdzie prowadzono prace przy budowie umocnień polowych.   
w dniach 24-26 sierpnia, w mobilizacji alarmowej, w grupie jednostek oznaczonych kolorem żółtym:
- 7 dywizjon artylerii ciężkiej typ II dla 7 DP
- pluton taborowy nr 7 dla 7 DP
- 10 dywizjon artylerii ciężkiej typ II dla 10 DP
- pluton taborowy nr 10 dla 10 DP
- 29 dywizjon artylerii ciężkiej typ II dla 29 DP
- pluton taborowy nr 29 dla 29 DP

w dniach 31 sierpnia – 6 września, w I rzucie mobilizacji powszechnej:
- dowództwo 4 pułku artylerii ciężkiej
- I dywizjon 4 pułku artylerii ciężkiej typ I
- polowy szpital weterynaryjny nr 41
- polowy szpital weterynaryjny nr 42

Dowództwo pułku wraz z I dywizjonem armat zostało zmobilizowane do dnia 5 września 1939. Pobór ludzi, wozów i koni odbył się sprawnie, szwankowało jedynie pobieranie uzbrojenia i materiałów mobilizacyjnych z magazynów w Gałkówku i Regnach z uwagi na naloty lotnictwa niemieckiego. Niemniej mobilizowany pułk otrzymał wyposażenie i uzbrojenie według tabel mobilizacyjnych. Zabrakło jedynie radiostacji. Mobilizacja odbywała się w koszarach pułku w Łodzi.
w II rzucie mobilizacji powszechnej:
- Ośrodek Zapasowy Artylerii Ciężkiej nr 2
- pluton marszowy artylerii ciężkiej typ I nr 4[19]

### Działania bojowe

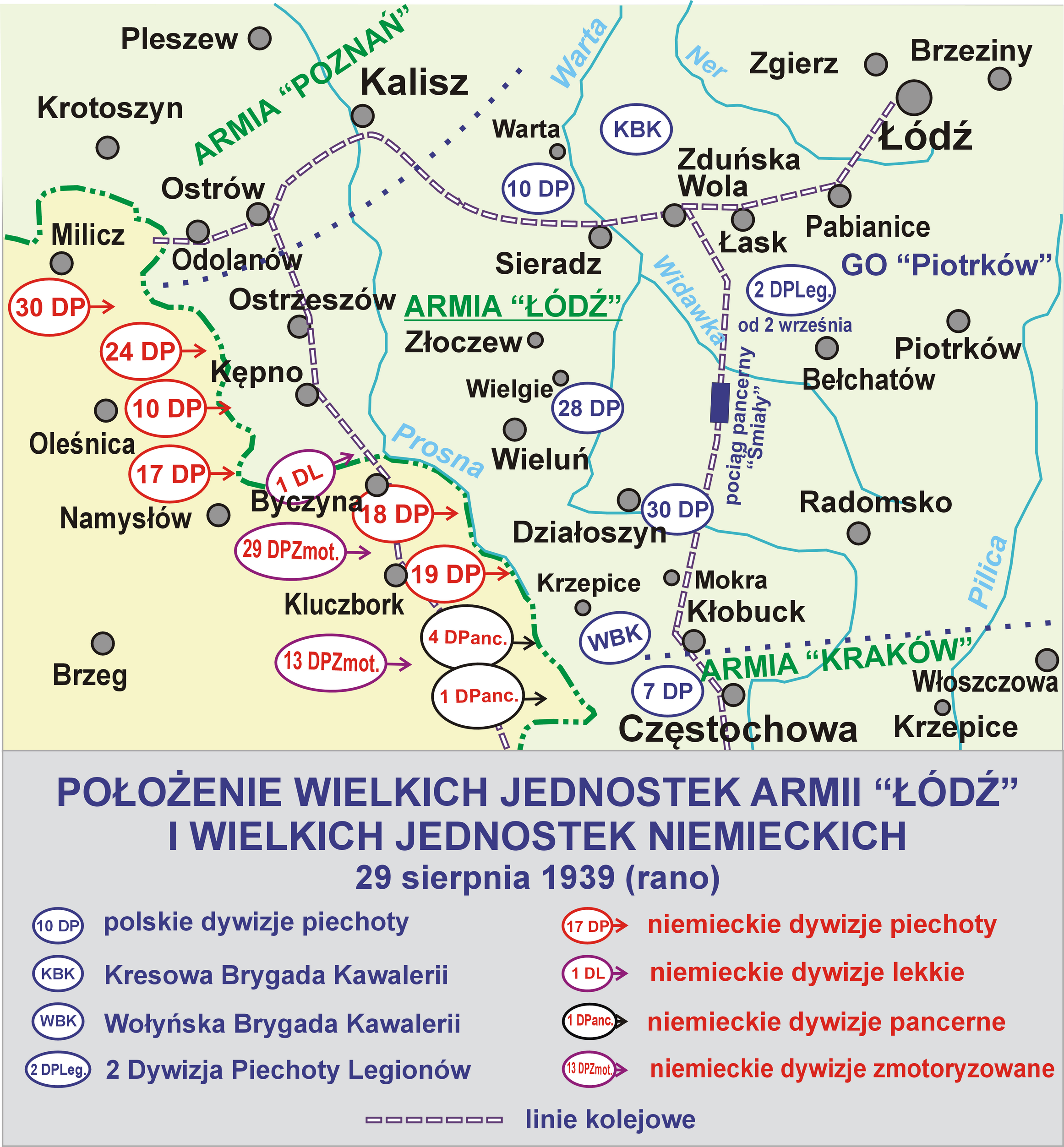
Walki 10 dac

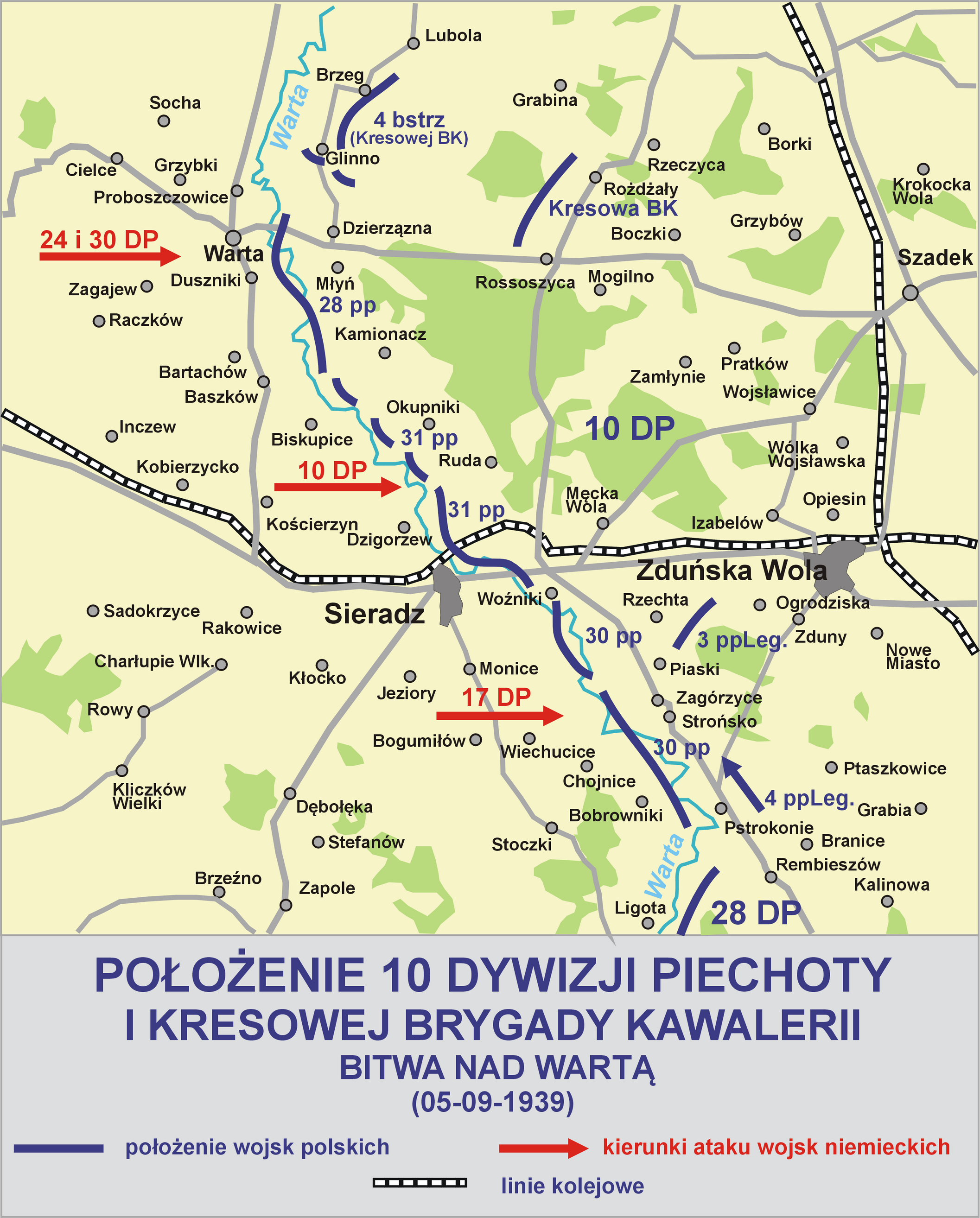
Walki 10 dac

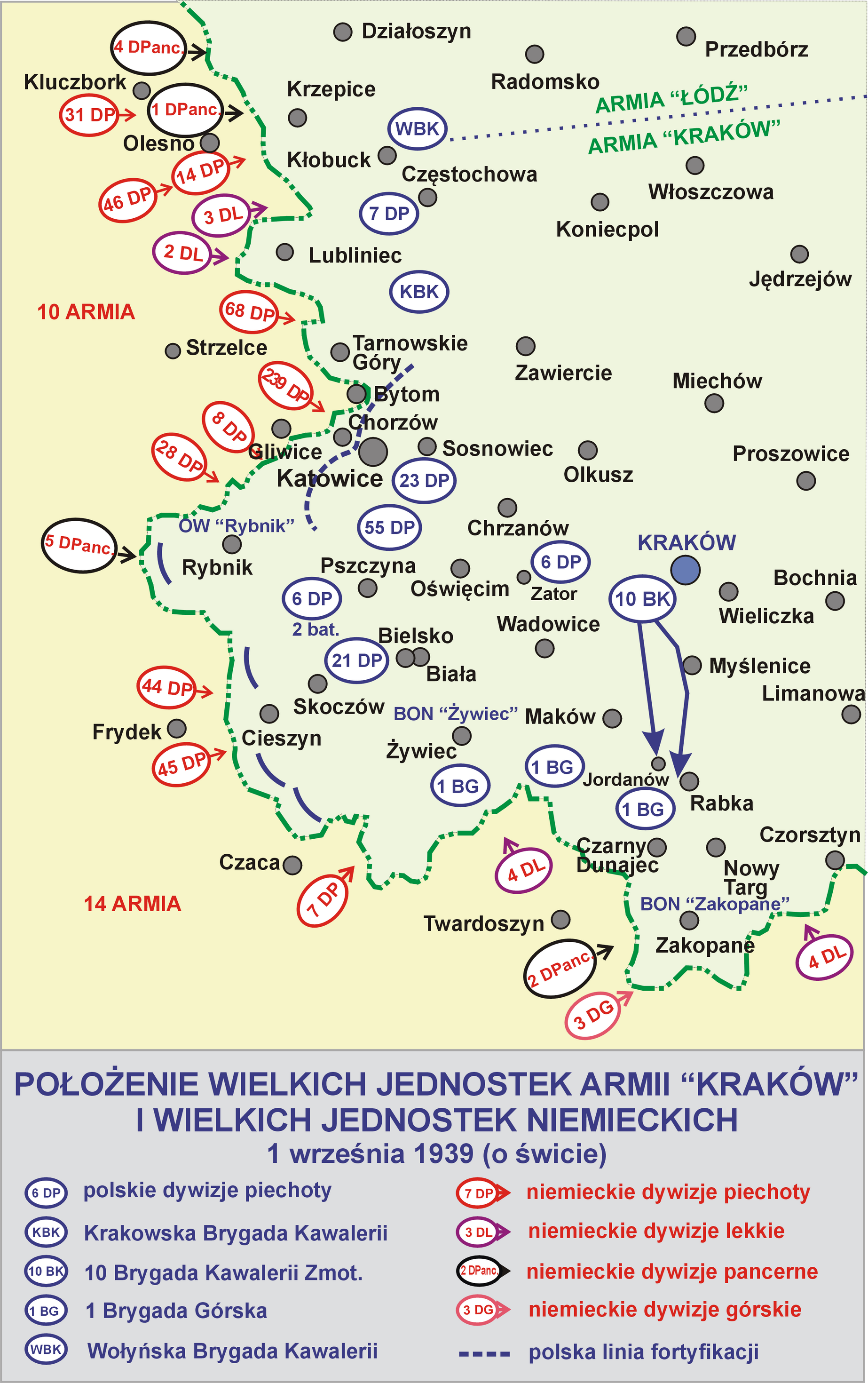
Walki 7 dac

#### II dywizjon haubic 155 mm

##### Boje nad Wartą
28 sierpnia 1939 dywizjon przemaszerował powtórnie na swoje poprzednie stanowiska w rejonie Bełchatowa i obsadził odcinek od Grocholic do Zawad. 1 września stał rozwinięty na głównej linii oporu 30 Dywizji Piechoty na prawym brzegu Widawki. 2 września II/4 pac został podporządkowany dowódcy 2 pp Leg., zajmując stanowiska ogniowe na odcinku Grocholice – Borowskie Góry. Nocą 2/3 września dywizjon podporządkowano dowódcy Artylerii Dywizyjnej 30 DP. Utworzył pod dowództwem ppłk. Jana Szustera, wraz z 30 dac, grupę artylerii ogólnego działania. Zajęto stanowiska obserwacyjne na skraju lasu Kaszewice. Stanowiska ogniowe 4 i 5 baterii rozwinięto w rejonie Grocholic, a 6 baterii w rejonie wsi Kluki. Punkt obserwacyjny 6 baterii był w rejonie Magdalenowa. Z przygotowanych w poprzednich miesiącach stanowisk 4 września II/4 pac oddał pierwsze salwy bateryjne do podchodzącej piechoty niemieckiej. Ok. godz.15 cały dywizjon ostrzelał maszerującą kolumnę niemieckiej piechoty na drodze Szczerców – Lubiec w rejonie miejscowości Magdalenów. Celny ogień zadał duże straty kolumnie niemieckiej. Od wczesnych godzin porannych 5 września II dywizjon haubic 4 pac ostrzelał wzg. 179, miejscowości Kuźnica Kaszewska i Dwór Słupia. Po godz. 7.00 dywizjon ostrzeliwał natarcie niemieckiej piechoty z 19. DP na osi Szczerców-Lubiec. W godzinach popołudniowych dywizjon wspierał walki obronne 30 DP, w tym kontratak 82 pułku piechoty w rejonie Teofilowa, gdzie powstał wyłom w obronie dywizji. W nocy 5/6 września II/4 pac, wraz z 30 dac i 82 pp, podjął odwrót poprzez Parzno, Grębociny, Zelów, Zabłoty do lasu majątku Dłutów. Od godz. 9.00 6 września do wieczora dywizjon zajmował stanowiska ogniowe w pobliżu Dłutowa, osłaniając odwrót reszty 30 DP. Następnej nocy dywizjon wykonał marsz odwrotowy do wsi Kalinka w rejonie Rzgowa, skąd z zajmowanych stanowisk, zwalczał ogniem niemieckie działania rozpoznawcze.  

##### Walki odwrotowe
Nocą 7/8 września maszerował w kolumnie za 82 pp, z 30 dywizjonem artylerii ciężkiej i I/30 pułku artylerii lekkiej, docierając do Brzezin. 8 września w dalszym marszu dziennym dotarł do lasu na północ od Kołacina. Podczas nocnego marszu 8/9 września dywizjon maszerował przez Teresin i Maków osiągając lasy koło wsi Bażantarnia koło Skierniewic. Podczas tego marszu utracił łączność z 30 DP, ale znalazł się w kolumnach marszowych 28 DP. Kolejnej nocy poprzez płonące i ostrzeliwane przez niemiecką artylerię Skierniewice wyszedł na trakt do Bolimowa, utracił w rejonie Skierniewic część kolumny amunicyjnej. Ppłk. Szuster wraz z oficerem zwiadowczym pozostał w Skierniewicach celem nawiązania kontaktu z dowództwem 30 DP. Po nawiązaniu kontaktu z płk. Zygmuntem Łakińskim, w trakcie powrotu do dywizjonu, w wyniku starcia z niemieckim patrolem ppłk. Szuster został ranny i wraz z por. Mirowskim, dostał się do niewoli.
10 września w lasach w pobliżu miejscowości Grabina II/4 pac wypoczywał i oczekiwał na dowódcę; wobec pojawienia się niemieckich patroli rozpoznawczych, odmaszerował spiesznie do Bolimowa wzdłuż rzeki Rawka. Dowództwo dywizjonu objął kpt. Stanisław Leszczyński. Dywizjon w trakcie tego marszu stoczył zwycięską potyczkę z podjazdem niemieckim. Następnie poprzez Teresin dotarł do Leszna. W nieznanych okolicznościach utracił dwie haubice. 12 września w rejonie Zaborowa dołączył do 8 Dywizji Piechoty i wraz z nią rano 13 września dotarł do Palmir, gdzie uzupełnił amunicję.     

##### W obronie Modlina
Po czym nocą 13/14 września dywizjon II/4 pac wkroczył do Nowego Dworu. Do południa 14 września dywizjon zajął stanowiska ogniowe na przedmościu nowodworskim, skąd ostrzeliwał ok. godz. 15.00 niemieckie natarcie w rejonie Krubina. 18 września wspierał w obronie 32 pułk piechoty na odcinku Boża Wola-folwark Góra w odparciu natarcia niemieckiej 228. DP. Wieczorem II/4 pac, bez 6 baterii, która pozostała na przedmościu nowodworskim, przesunięty został na odcinek „Kazuń” dla wsparcia 30 DP. Baterie 4 i 5 zajmowały stanowiska od Cybulic Małych do Czosnowa. Od 22 września dywizjon wszedł w skład odcinka „Twierdza” ostrzeliwując niemieckie wojska w Puszczy Kampinoskiej. Wprowadzono ograniczenia w użyciu amunicji, z uwagi na jej braki. 27 września II/4 pac ostrzeliwał natarcie niemieckiej 221 DP na linii Augustówek – Wola Czosnowska. Natarcie na Cybulice Małe odparł 84 pułk piechoty wspierany przez haubice dywizjonu. Nazajutrz po walkach na haubicę pozostało zaledwie 3-4 pociski. 29 września dywizjon II/4 pac skapitulował. Straty jego to 24 poległych i ok. 50 rannych.    

#### I dywizjon armat 105 mm wraz z dowództwem 4 pac

##### Walki odwrotowe
Dowództwo 4 pac wraz z I dywizjonem armat zgodnie z planem obronnym weszło w skład Armii „Łódź” jako jednostki pozadywizyjne. Po zmobilizowaniu baterie I/4 pac przeszły z koszar do wsi Nowosolna koło Łodzi. Zgodnie z rozkazem dowódcy artylerii Armii „Łódź” płk. Leonarda Lubańskiego z 5 września, I/4 pac odmaszerował z okolic Łodzi do Lasku Natolińskiego koło Brzezin. Po przybyciu do wskazanego rejonu I dywizjon podjął marsz nocny w kierunku Skierniewic. W Brzezinach dywizjon został ostrzelany przez niemieckich dywersantów; z uwagi na pomylenie drogi dywizjon pomaszerował w kierunku Łowicza, a następnie Skierniewic. 8 września dotarł do rejonu Kamiona na wschód od Skierniewic. W tym rejonie został zbombardowany przez lotnictwo niemieckie, a następnie zaatakowany przez czołgi niemieckie, w wyniku czego poległo 3 żołnierzy, kilkunastu zostało rannych i utracono kilkanaście koni. Utracono także dwie armaty.

##### Walki w obronie linii Wisły oraz w obronie Warszawy
I/4 pac dotarł do Warszawy, skąd skierowany został do Otwocka. Dowództwo pułku w dniu 5 września, zgodnie z rozkazem płk. L. Lubańskiego, udało się na poszukiwanie dowództwa 44 Dywizji Piechoty, które miało przebywać w rejonie Strykowa. Gdy nie zastano tej jednostki w Strykowie, rozkazem dowódcy artylerii Armii „Łódź”, 4 pac miał się skoncentrować w Budach Radziwiłłowskich, na północny wschód od Skierniewic. Gdy dywizjony pułku tam nie przybyły, ppłk. Szewczyk udał się w kierunku Warszawy, dołączając 11 września do I dywizjonu w Otwocku. Według ustaleń, w I/4 pac w Otwocku znajdowały się tylko 4 armaty i niewielka ilość sprzętu. Ppłk. Szewczyk podporządkował swoim rozkazom również kwaterujący w pobliżu 10 dac z 10 DP. Oddział dowódcy 4 pac w dniach 11-13 września podlegał dowódcy Kresowej Brygady Kawalerii i wspierał jednostki tej brygady w obronie linii rzeki Wisły od Warszawy do Góry Kalwarii. 13 września, z uwagi na odejście resztek Kresowej BK w kierunku Garwolina, płk dypl. Jerzy Grobicki wydał rozkaz odmaszerowania oddziału 4 pac do Warszawy. 14 września w skład dywizjonu I/4 pac wcielono 10 dac, a dowództwo objął mjr Tadeusz Kozłowski; dywizjon liczył w Warszawie 7 dział. Zreorganizowany I/4 pac wszedł w skład artylerii ogólnego działania Odcinka „Warszawa-Wschód” Praga pod dowództwem gen. Juliusza Zulaufa. Dowództwo 4 pac weszło w skład dowództwa artylerii 20 Dywizji Piechoty, gdzie ppłk. Szewczyk został zastępcą dowódcy AD 20 DP. Dywizjon składał się z dwóch baterii, jednej armat 105 mm i drugiej haubic 155 mm. I/4 pac wspierał w miarę posiadanej amunicji piechotę w walkach obronnych w obronie Warszawy. 24 września ostrzeliwał niemieckie baterie ogniem nękającym w rejonie: Konstantynowa, Świdrów Nowych, Wiśniewa, Grochowa, Wólki Zakrzeńskiej i miejscowości Zbytki. Z uwagi na kapitulację Warszawy 27 września, dywizjon skoncentrował się w Parku Praskim, skąd udał się do niewoli. W nieznanych okolicznościach do niewoli sowieckiej dostał się mjr Zygmunt Kunisz.

### Oddział Zbierania Nadwyżek 4 pac
26 marca 1939 w Tomaszowie Mazowieckim utworzono Oddział Zbierania Nadwyżek II/4 pac pod dowództwem kpt. Hipolita Burcharda i z zastępcą por. rez. Stefanem Terleckim. Zajmowano się zbieraniem nadwyżek osobowych pozostałych po zmobilizowaniu dywizjonu, szkoleniem starszych harcerzy z zakresu łączności. 27 sierpnia spośród uczniów szkół średnich posiadających przeszkolenie Przysposobienia Wojskowego utworzono kilkudziesięcioosobową kompanię PW, nazywaną kompanią Obrony Narodowej przy II/4 pac pod dowództwem por. rez. S. Terleckiego. Kompania ta pełniła funkcję obserwacyjną, łącznikową i wraz z żołnierzami wartowniczą i patrolową. Po ogłoszeniu mobilizacji powszechnej zarekwirowano motocykl, 2-3 samochody osobowe i 6-8 samochodów ciężarowych. W nieznanych okolicznościach do taboru OZN dołączono zdobyty w rejonie Piotrkowa niemiecki samochód pancerny z 20 mm działkiem, z przestrzelonym pancerzem. Po załadowaniu mienia na ciężarówki i części OZN, II/4 pac nocą 5/6 września wyruszył w kierunku Warszawy marszem kołowym i pieszym. Na postoju dziennym w rejonie Rawy Mazowieckiej oddział został zbombardowany, poniesiono straty osobowe. Rzut kołowy był bombardowany jeszcze drugi raz podczas marszu, w trakcie czego bliski wybuch bomby strącił samochód pancerny z drogi do rowu. Po wymontowaniu uzbrojenia pojazd porzucono. Po dotarciu do Warszawy część pieszą kompanii PW/ON włączono do obrony stolicy, część kołowa otrzymała rozkaz udania się do Kowla. Nadwyżki z II/4 pac poprzez Osiny i Lublin dotarły do Kowla. W okolicach Kowla prowadzono prace przy budowie umocnień polowych na Prypeci. Następnie część żołnierzy wykorzystywano jako kordon policyjny na rzece Bug, kwaterując w Ratnie.
Po uzyskaniu informacji o agresji sowieckiej 19 września zebrano OZN II/4 pac i udano się do Kowla. Po dotarciu do Kowla, 20 września lub rano 21 września, w wyniku ogólnej demobilizacji, kpt. Burchard rozwiązał OZN II/4 pac. Grupa ochotników z kpt. Burchardem udała się do Włodawy i dalej w kierunku Brześcia. W trakcie jazdy grupa została otoczona przez sowieckie czołgi i dostała się do niewoli; oficerowie zdołali przebrać się w mundury szeregowych. Po wzięciu do niewoli i przekupieniu sowieckich strażników grupa zbiegła na zachodni brzeg rzeki Bug.    
W Łodzi, po zmobilizowaniu wszystkich pododdziałów przewidzianych planem, w ramach mobilizacji powszechnej, utworzono w pierwszych dniach września OZN 4 pac i kadrę Ośrodka Zapasowego Artylerii Ciężkiej nr 2. Do dnia 5 września sformowano 3 baterie marszowe. Ustalono jednego z dowódców baterii por. Królikowskiego. OZN 4 pac wyruszył z Łodzi nocą 5/6 września; część transportem kolejowym ze sprzętem pułkowym, większość rzutem pieszym, wraz z którym prowadzono 6 dział dla OZAC nr 2. Wydzielona grupa puszkarzy pomaszerowała bezpośrednio do Kowla pod dowództwem ppor. rez. Klemensa Żółkowskiego, który osiągnęła 13 września. Rzut kolejowy miał jechać do Kowla przez Brześć, a rzut pieszy maszerować przez Warszawę do rejonu Kowla. Nieznane są dalsze losy OZN 4 pac; ustalono, że część oddziału bez dział osiągnęła rejon Kowla. W odległości 10 km od Kowla, w lasach przy Ośrodku Zapasowym Artylerii Lekkiej nr 4, sformowano z artylerzystów 4 pac dywizjon artylerii lekkiej; jednym z dowódców baterii został kpt. Henryk Frenkler. 15 września uzyskano informację, że w Podbrodziu koło Wilna będzie formowany OZAC nr 2. Część dywizjonu 4 pac podjęła marsz w tym kierunku, lecz z uwagi na agresję sowiecką 17 września zawróciła do rejonu Kowla, dokąd przybyła 19 września. Oddziały OZN 4 pac, z rozkazu gen. bryg. Mieczysława Smorawińskiego, zostały rozwiązane 19 września. Część żołnierzy dostała się do niewoli, część dołączyła do Grupy „Kowel” płk. dypl. Leona Koca, a część do oddziałów Samodzielnej Grupy Operacyjnej „Polesie” i dzieliły z nimi dalszy los.   
| Struktura organizacyjna i obsada personalna we wrześniu 1939 | Struktura organizacyjna i obsada personalna we wrześniu 1939 |
| ------------------------------------------------------------ | ------------------------------------------------------------ |
| Dowódca pułku                                                | ppłk dypl. Jan Szewczyk                                      |
| dowódca I dywizjonu                                          | mjr Zygmunt Kunisz                                           |
| dowódca I dywizjonu                                          | mjr Tadeusz Kozłowski (od 14 IX)                             |
| dowódca 1 baterii                                            | kpt. Zenon Żurek                                             |
| dowódca 2 baterii                                            | kpt. Jan Kucharczak                                          |
| dowódca 3 baterii                                            | por. Franciszek Wojtczak                                     |
| dowódca II dywizjonu                                         | ppłk Jan Szuster                                             |
| dowódca II dywizjonu                                         | kpt. Stanisław Leszczyński (od 10 IX)                        |
| adiutant dywizjonu                                           | por. rez. Stefan Dembiński                                   |
| oficer zwiadowczy                                            | por. rez. Jerzy Mirowski                                     |
| oficer obserwacyjny                                          | por. rez. Zygmunt Jegier                                     |
| oficer łączności                                             | ppor. rez. Zenon Marliński                                   |
| oficer płatnik                                               | ppor. rez. Stanisław Pawelczak                               |
| oficer żywnościowy                                           | ppor. rez. Henryk Różniecki                                  |
| lekarz dywizjonu                                             | ppor. lek. rez. Gabriel Hertz                                |
| lekarz weterynarii                                           | ppor. lek. wet. rez. Edward Folta                            |
| dowódca kolumny amunicyjnej                                  | por. rez. Witold Piwowarczyk                                 |
| dowódca 4 baterii                                            | kpt. Julian Zapała                                           |
| oficer zwiadowczy                                            | ppor. rez. inż. Marian Reichundel                            |
| oficer ogniowy                                               | ppor. rez. Kazimierz Rudnicki                                |
| dowódca 5 baterii                                            | kpt. Stanisław Leszczyński                                   |
| oficer zwiadowczy                                            | pchor. Henryk Przeździecki                                   |
| oficer ogniowy                                               | ppor. rez. Kazimierz Myczka                                  |
| dowódca 6 baterii                                            | por. Edward Pawlikowski                                      |
| oficer zwiadowczy                                            | ppor. rez. Franciszek Komorowski                             |
| oficer ogniowy                                               | ppor. rez. Stefan Janczyk                                    |

## Symbole pułkowe

### Sztandar

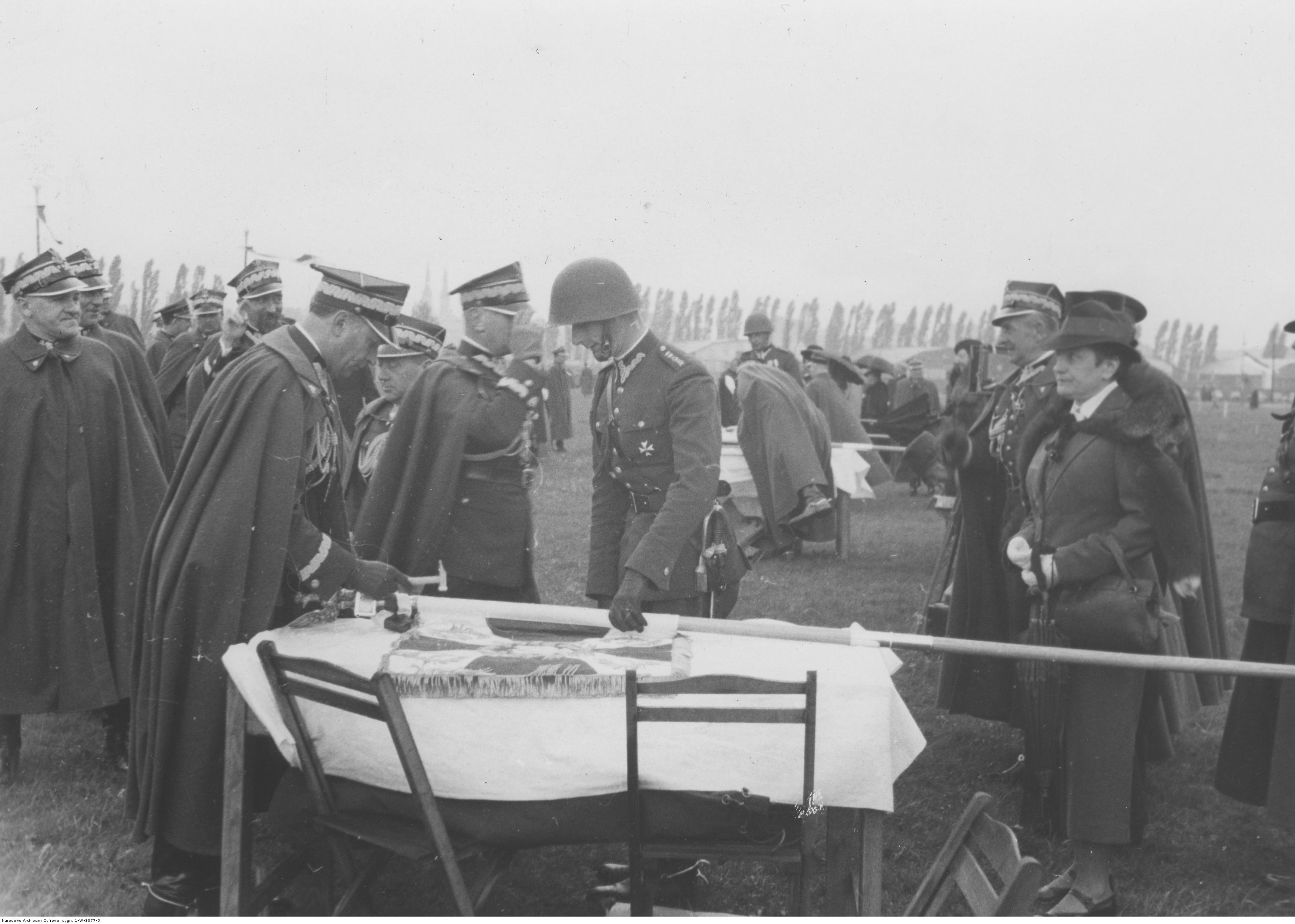
Wręczenie sztandarów jednostkom artylerii i broni pancernej w Warszawie - gen. Tadeusz Kasprzycki wbija gwóźdź w drzewce sztandaru; maj 1938

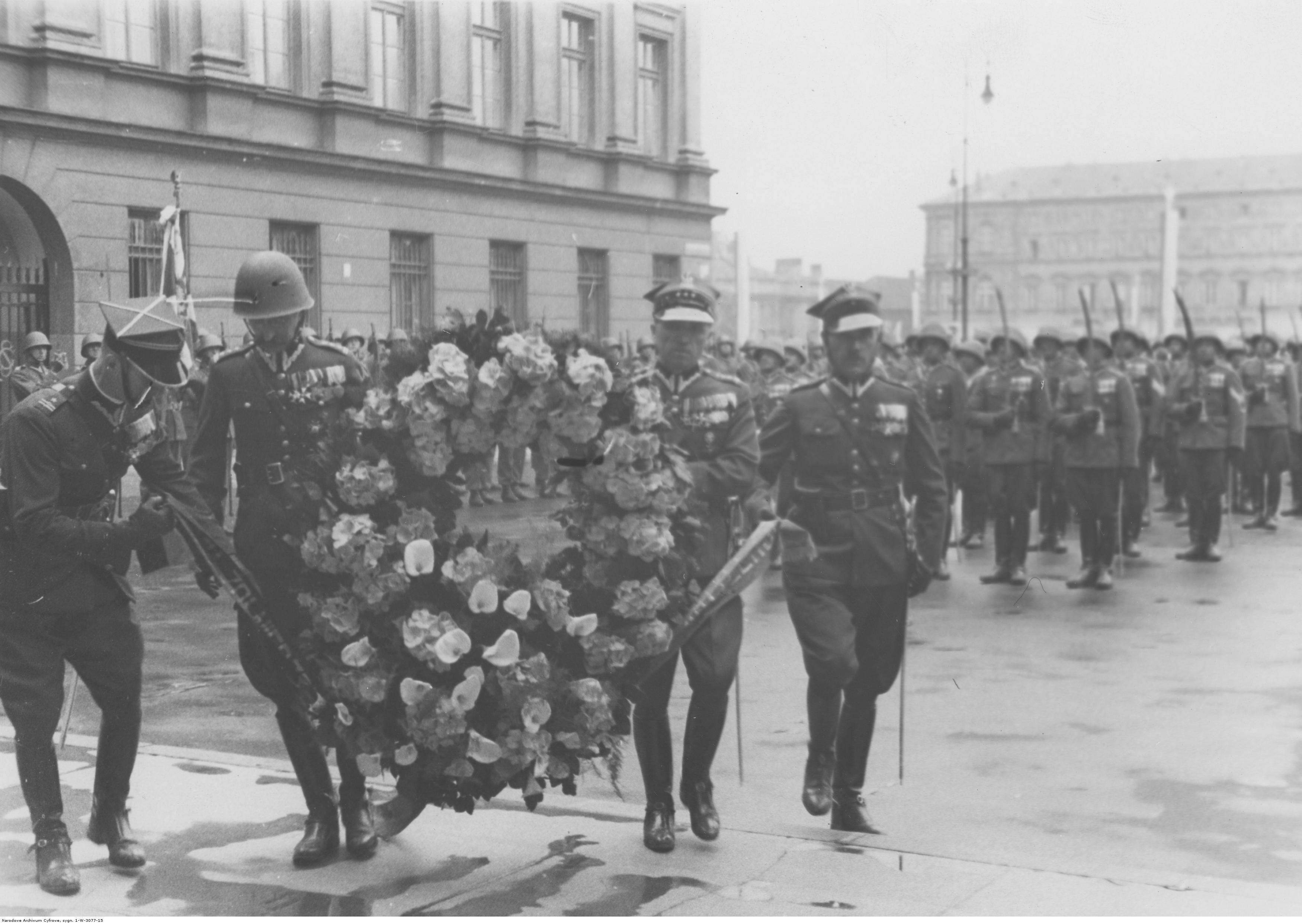
Wręczenie sztandarów artylerii i broni pancernej – delegacja jednostek artylerii OK Warszawa i Łódź składa wieniec na Grobie Nieznanego Żołnierza

Prezydent Rzeczypospolitej zarządzeniem z dnia 16 grudnia 1937 zatwierdził wzór sztandaru dla 4 pułku artylerii ciężkiej.
Prawa strona sztandaru była wykonana według wzoru regulaminowego. W centrum znajdowało się godło państwowe – orzeł w koronie w wieńcu z liści laurowych, w czterech rogach numer pułku w takich samych wieńcach.

Na lewej stronie płatu sztandarowego, pośrodku krzyża kawaleryjskiego znajdował się wieniec taki sam jak po stronie prawej, a w wieńcu trzywierszowy napis „HONOR I OJCZYZNA”. W rogach sztandaru, w mniejszych wieńcach umieszczone były na tarczach:
- w prawym górnym rogu – wizerunek Matki Boskiej Częstochowskiej,
- w lewym górnym rogu – wizerunek św. Barbary,
- w prawym dolnym rogu – godło powiatu brzezińskiego,
- w lewym dolnym rogu – odznaka pamiątkowa 4 pac

Na ramionach krzyża kawalerskiego znajdowały się wyhaftowane nazwy i daty ważniejszych bitew pułku.:
- na górnym – „Lwów 29.XII.1918”,
- na dolnym – „Ostrów Mazowiecka 4.VIII.1920”,
- na lewym – „Płock 19.VIII.1920”,
- na prawym – „Horbulew 15.VI.l920”

Sztandar został wręczony 26 maja 1938 w Warszawie przez ministra spraw wojskowych gen. dyw. Tadeusza Kasprzyckiego podczas uroczystości wręczenia sztandarów pułkom artylerii OK Warszawa i Łódź oraz oddziałom pancernym z całej Polski.
Rodzicami chrzestnymi byli: Filomena Kamińska i Jan Piestrzeniewicz
Dzień później odbyło się uroczyste powitanie sztandaru w Łodzi. Sztandar witany był przez kompanię honorową 28 pp, baterię honorową 10 pal oraz baterię honorową 4 pac pod dowództwem por. Henryka Chejanowicza. Po zakończeniu uroczystości powitania sztandaru wszystkie witające pododdziały przemaszerowały na boisko Wojskowego Klubu Sportowego, gdzie odbyła się uroczysta przysięga na sztandar 4 pac żołnierzy rocznika 1916.
Powrześniowe losy sztandaru
5 września dowódca 4 pac ppłk dypl. Szewczyk nakazał oficerowi gospodarczemu pułku kpt. Bronisławowi Jóźwiakowi załadować na samochód ciężarowy wszystkie akta mobilizacyjne, pisma tajne, kasę pułkową i sztandar. 6 września samochód z kpt. Jóźwiakiem wyjechał do Kowla i po pewnych perturbacjach wieczorem 8 września dojechał do miejsca przeznaczenia. W związku z agresją ZSRR, 20 września kpt. Jóźwiak postanowił wracać na zachód.
Przez Ratno dotarł do Małoryty, gdzie dołączył do zgrupowania płk. Ottokara Brzozy-Brzeziny. 1 października sztandar wraz ze swoim opiekunem znajdował się w Czemiernikach. Później w niewyjaśnionych okolicznościach sztandar znalazł się w rejonie Ostrołęki, gdzie został zakopany na terenie jednej z plebanii. W listopadzie 1939 został odkopany przez członków Polskiej Organizacji Zbrojnej i przekazany szefowi sztabu KG POZ por. Januszowi Piechockiemu. Ten umieścił go w mieszkaniu Artura Pieńkiewicza w Warszawie przy Krakowskim Przedmieściu 6. 17 kwietnia 1944 właściciel mieszkania oraz jego żona zostali aresztowani przez gestapo.
Już 2 godziny po aresztowaniu kpt. Piechocki z kpt. Tadeuszem Petrykowiczem wynieśli z mieszkania ukryte tam pieniądze organizacji i sztandary. Jeszcze tego samego dnia sztandar 4 pac przeniesiony został do mieszkania państwa Kalinieckich przy ul. Genewskiej 36. Kpt. Piechocki został 6 sierpnia 1944 aresztowany przez Sowietów i wywieziony w głąb ZSSR. Po swoim powrocie, w listopadzie 1947 wydobył z ukrycia płat sztandaru i 4 grudnia 1947 przekazał go do Muzeum Wojska Polskiego w Warszawie.

### Odznaka pamiątkowa
2 października 1928 kierownik Ministerstwa Spraw Wojskowych gen. dyw. Daniel Konarzewski zatwierdził wzór i regulamin odznaki pamiątkowej 4 pac.
Odznaka o wymiarach 43x43 mm ma kształt krzyża pokrytego ciemnozieloną i szkarłatną emalią, którego ramiona zakończone są kulkami. Środek odznaki wypełnia nałożona tarcza ze srebrnym orłem wz. 1927. Pola między ramionami wypełniają złocone pociski artyleryjskie z nazwami dywizjonów „7 DAC” i „10 DAC” oraz daty powstania dywizjonów „22 III 19” i „15 III 19”. Na ramionach krzyża wpisano numer i inicjały „4 PAC” i datę powstania pułku „22 VIII 1921”. Pociski otoczone są srebrnymi płomieniami. Dwuczęściowa - oficerska wykonana w tombaku, srebrzona i emaliowana. Wykonawcą był Bronisław Grabski z Łodzi.
Po raz pierwszy odznaki 4 pac przyznane zostały 15 maja 1929. Otrzymali je wtedy między innymi poprzedni dowódcy pułku: płk Konczakowski i płk Szaniawski. W następnych latach odznaki wręczane były przede wszystkim podczas święta pułkowego. W 1937 odznaki przyznano między innymi marsz. Edwardowi Śmigłemu-Rydzowi, inspektorowi armii gen. dyw. Juliuszowi Rómmlowi i dowódcy OK IV gen. bryg. Władysławowi Langnerowi.
W 1938 odznaki zostały nadane nowemu dowódcy OK gen. bryg. Wiktorowi Thommee, dowódcy 10 DP gen. bryg. Franciszkowi Dinforf-Ankowiczowi, pomocnikowi dowódcy OK IV płk. dypl. Marianowi Bolesławiczowi, dowódcy 10 pal płk. Zygmuntowi Łakińskiemu, szefowi sztabu OK IV płk. dypl. Piotrowi Bartakowi, szefowi intendentury DOK IV ppłk. Stanisławowi Bumaglowi, szefowi uzbrojenia OK IV mjr. Maksymilianowi Preliczowi, oficerowi sztabu 4 GArt. mjr. Januszowi Wyspiańskiemu. staroście powiatu brzezińskiego mgr. Tadeuszowi Reindlowi, prezydentowi Tomaszowa Mazowieckiego Antoniemu Rączaszkowi oraz rodzicom chrzestnym sztandaru: Filomenie Kamińskiej i Janowi Piestrzeniewiczowi.

## Żołnierze pułku

### Dowódcy i zastępcy dowódcy pułku

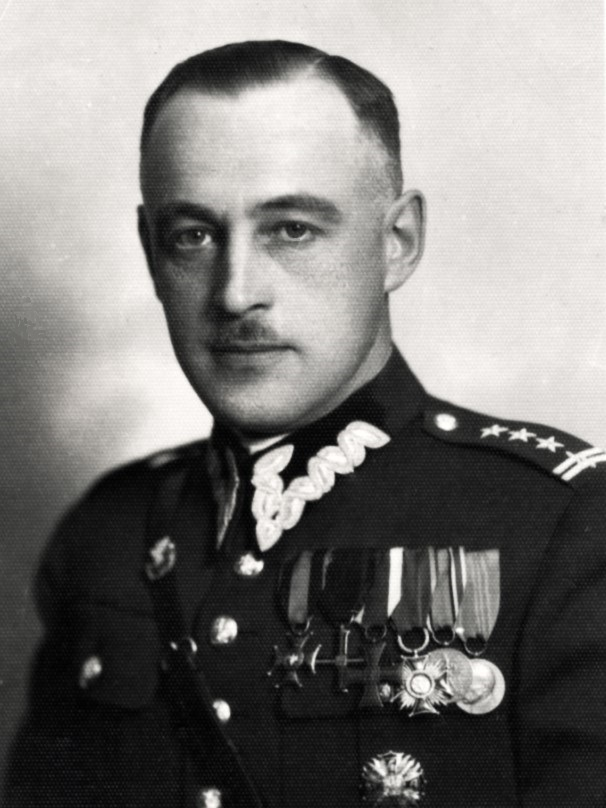
Płk Leon Bogusławski

| Stopień, imię i nazwisko                                    | Okres pełnienia służby   | Kolejne stanowisko              |
| Dowódcy pułku                                               | Dowódcy pułku            | Dowódcy pułku                   |
| ----------------------------------------------------------- | ------------------------ | ------------------------------- |
| płk art. Witold Konczakowski                                | 17 IX 1921 – 6 II 1925   |                                 |
| ppłk art. dr Stanisław Mańkowski                            | p.o. 6 II - 14 IV 1925   |                                 |
| płk art. Witold Konczakowski                                | 14 IV - 20 XI 1925       |                                 |
| ppłk art. dr Stanisław Mańkowski                            | p.o. 21 XI - 4 XII 1925  |                                 |
| płk art. Stefan Szaniawski                                  | 4 XII 1925 – 4 IV 1929   |                                 |
| płk art. Leon Bogusławski                                   | 4 IV 1929 – 17 VI 1937)  |                                 |
| ppłk art. Kazimierz Weryński                                | 17 VI 1937 – 29 IV 1939) |                                 |
| ppłk dypl. art. Jan Szewczyk                                | 29 IV - IX 1939)         |                                 |
| Zastępcy dowódcy pułku - od 1938 – I zastępcy dowódcy pułku |                          |                                 |
| ppłk art. dr Stanisław Mańkowski                            | 1924 – V 1927            |                                 |
| ppłk art. Augustyn Gezele                                   | V 1927 – III 1929        | p.o. komendanta PKU Łódź Powiat |
| mjr / ppłk art. Kazimierz Weryński                          | IV 1929 - V 1934         |                                 |
| mjr Rajmund Bobrowicz                                       | p.o. VI - VIII 1934)     |                                 |
| ppłk Kazimierz Weryński                                     | IX 1934 – 17 VI 1937     | dowódca 4 pac                   |
| mjr / ppłk Rudolf Ostrihansky                               | 18 VI 1937 – 1939        | dowódca 28 pal                  |
| ppłk Jan Geniusz                                            | 1939                     |                                 |

### Żołnierze pułku - ofiary zbrodni katyńskiej
Biogramy ofiar zbrodni katyńskiej znajdują się między innymi w bazach udostępnionych przez Ministerstwo Kultury i Dziedzictwa Narodowego oraz Muzeum Katyńskie.
| Nazwisko i imię              | stopień              | zawód                   | miejsce pracy przed mobilizacją | zamordowany |
| ---------------------------- | -------------------- | ----------------------- | ------------------------------- | ----------- |
| Borysławski Mikołaj          | porucznik rezerwy    | handlowiec              | Spółka „Polana” Pabianice       | Katyń       |
| Dębowski Władysław           | porucznik w st. sp.  |                         |                                 | Charków     |
| Familier Leon                | kapitan rezerwy      | lekarz                  |                                 | Katyń       |
| Grabowski Janusz Władysław   | podporucznik rezerwy | urzędnik                |                                 | Charków     |
| Grabski Feliks Marian Jurand | porucznik rezerwy    | inżynier rolnik         |                                 | Charków     |
| Jeszka Leon                  | porucznik lekarz     | żołnierz zawodowy       |                                 | Charków     |
| Krasnodębski Mirosław        | porucznik rezerwy    | absolwent AG w Krakowie |                                 | Charków     |
| Lange Oskar Emil             | kapitan dr medycyny  | żołnierz zawodowy       |                                 | Charków     |
| Pielok Augustyn              | podporucznik rezerwy | lekarz weterynarii      | lekarz powiatowy w Lublińcu     | Katyń       |
| Rożniecki Henryk             | podporucznik rezerwy |                         |                                 | Katyń       |